# Surviving the Aftermath
Surviving the Aftermath — містобудівна гра, розроблена Iceflake Studios, яка зараз є підрозділом видавця гри Paradox Interactive . Гравці будують місто в постапокаліптичному сеттингу, який включає елементи ігор на виживання. 

## Ігровий процес
Події в Surviving the Aftermath відбуваються в постапокаліптичному світі. Характер катастрофи налаштовується і впливає на складність гри. Карта генерується процедурно. Після створення поселення гравець починає залучати колоністів. Більшість із них автоматизовані, але деякі мають спеціальні навички та ними можна безпосередньо керувати. Ці колоністи можуть досліджувати карту та шукати ресурси.  Випадкові події можуть спричинити подальші катастрофи або змусити гравця приймати рішення. З часом гравець відкриває нові технології, які дозволяють йому створювати нові будівлі. 
Випущено три розширення вмісту для завантаження . Shattered Hope представляє механіку, коли шматки Місяця, який був розбитий, падають на Землю;  New Alliances додають нові дипломатичні можливості при зустрічі з іншими колоніями;  Rebirth додає тераформування та грибкову інфекцію, яка робить дику природу ворожою. 

## Розроблення
Розробники, фінська студія Iceflake, навмисно уникали аспектів постапокаліптичного жанру, які вони вважали шаблонними, наприклад мутантів і зомбі.  Гра вийшла у ранній доступ 19 жовтня 2019 року без жодного оголошення.  Paradox випустила її на Windows, Nintendo Switch, PlayStation 4, Xbox One 16 листопада 2021 року.  Shattered Hope вийшов у листопаді 2022 року.  Другий DLC, New Alliances, вийшов у червні 2022 року.  Rebirth DLC було випущено в березні 2023 року. 

## Сприйняття

### Попередній перегляд раннього доступу
У 2019 році, невдовзі після раннього релізу, PC World заявив, що це «здебільшого виглядає як переоформлення Surviving Mars » і що вміст, доступний на той час, був слабким.  PC Gamer назвав його дизайн «напрочуд консервативним» порівняно з Surviving Mars, але сказав, що він додає деякі повороти до стандартної формули містобудування.  У 2020 році 4Players описали гру як таку, що має менш похмуру атмосферу, ніж Frostpunk, і сказали, що поточна версія вже є веселою грою для будівництва міста.  Приблизно в той же час Rock Paper Shotgun рекомендував його шанувальникам елемента будівництва поселень у Fallout 4 ' Хоча рецензент похвалив чуйність Iceflake до спільноти, він відчув, що випуск гри без оголошення, ймовірно, ускладнив розробку гри та ускладнив Iceflake розвиток спільноти у дедалі переповненому полі. 

### Огляди після випуску
Surviving the Aftermath отримав змішані відгуки на Metacritic .   Фінська версія Gamereactor заявила, що це не революційна, але весела гра для тих, хто хоче більше зосередитися на розбудові міст, ніж на виживанні.  NME описав гру як «достатньо компетентну», але сказав, що вона зосереджена на кількості, а не на якості, і має не надихаюче налаштування.  PCGamesN сказав, що його сильними сторонами є карта світу, яку можна досліджувати  і події, які можна налаштувати.  Незважаючи на те, що вони сказали, що все починається добре, GameStar висловив провину щодо відтворюваності та історії гри. 

## Зовнішні посилання
- Офіційний сайт